# Коростівецька сільська рада
| Коростівецька сільська рада — колишній орган місцевого самоврядування у Жмеринському районі Вінницької області з адміністративним центром у с. Коростівці. Сільській раді були підпорядковані населені пункти: - с. Коростівці - с. Слобода-Носковецька - с. Малі Коростівці |

## Склад ради
Рада складалася з 12 депутатів та голови.

## Керівний склад сільської ради
| ПІБ                      | Основні відомості                                   | Дата обрання | Дата звільнення |
| ------------------------ | --------------------------------------------------- | ------------ | --------------- |
| Кокиза Анатолій Павлович | Сільський голова, 1965 року народження, освіта вища | 31.10.2010   |                 |

Примітка: таблиця складена за даними джерела